# Орангутан суматранський
Орангутан суматранський (Pongo abelii) — один з двох видів орангутанів, поширений лише на острові Суматра в Індонезії, зустрічається рідше за Борнейського орангутана. Назва тварини складається з двох слів місцевою мовою, «orang» («люди» або «людина») та «hutan» («ліс»), що перекладається як людина лісу.
Видову латинську назву отримано на честь британського лікаря та натураліста Кларка Абеля (1789—1826).

## Опис
Виразні очі, майже людське на вигляд обличчя, що може виражати широкий спектр емоцій. Чіпкі руки та ноги, що допомагають йому жити на деревах. Довгі міцні та гнучкі пальці, що забезпечують гарне зчеплення під час руху. Самці суматранських орангутанів виростають висотою до близько 1,4 метрів та важать близько 90 кг. Самиці в середньому виростають до 90 см та 45 кг. Порівняно з борнейськими орангутанами, суматранські товстіші та мають видовжене обличчя, волосся їхнє довше, зі світлішим відтінком рудого кольору.

## Поведінка
Основну частину життя ці тварини проводять на деревах, щовечора будують гніздо з листя та гілок за лічені хвилини, пересуваються в густій траві за допомогою довгих рук та цупких пальців. Рідко спускаються з дерев, також сплять на них. Надзвичайно розумний, так у пошуках їжі він зазвичай допомагає собі різним знаряддям. Зокрема, використовує листя дерев як туалетний папір, велике листя — як парасольку, а з гілок робить знаряддя для збору комах.

## Живлення
Переважає рослинна їжа. Їдять фрукти: дуріани, джекфрут, манго, лічі, мангостан, інжир, також харчується листям, ліанами, молодими паростками і тваринною здобиччю малих розмірів (терміти, мурахи, вміст пташиних гнізд).

## Загрози та охорона виду
Станом на 2015 рік нараховувалося 6 624 особини цих орангутанів. Головними загрозами є знищення та фрагментація ареалу (зменшення природного середовища через безвідповідальну та нелегальну лісозаготівлю, розбудову доріг та шахт, сільське господарство), а також конфлікт з людьми. Нелегальна торгівля дитинчатами орангутанів як домашніми тваринами також є загрозою.

## Галерея

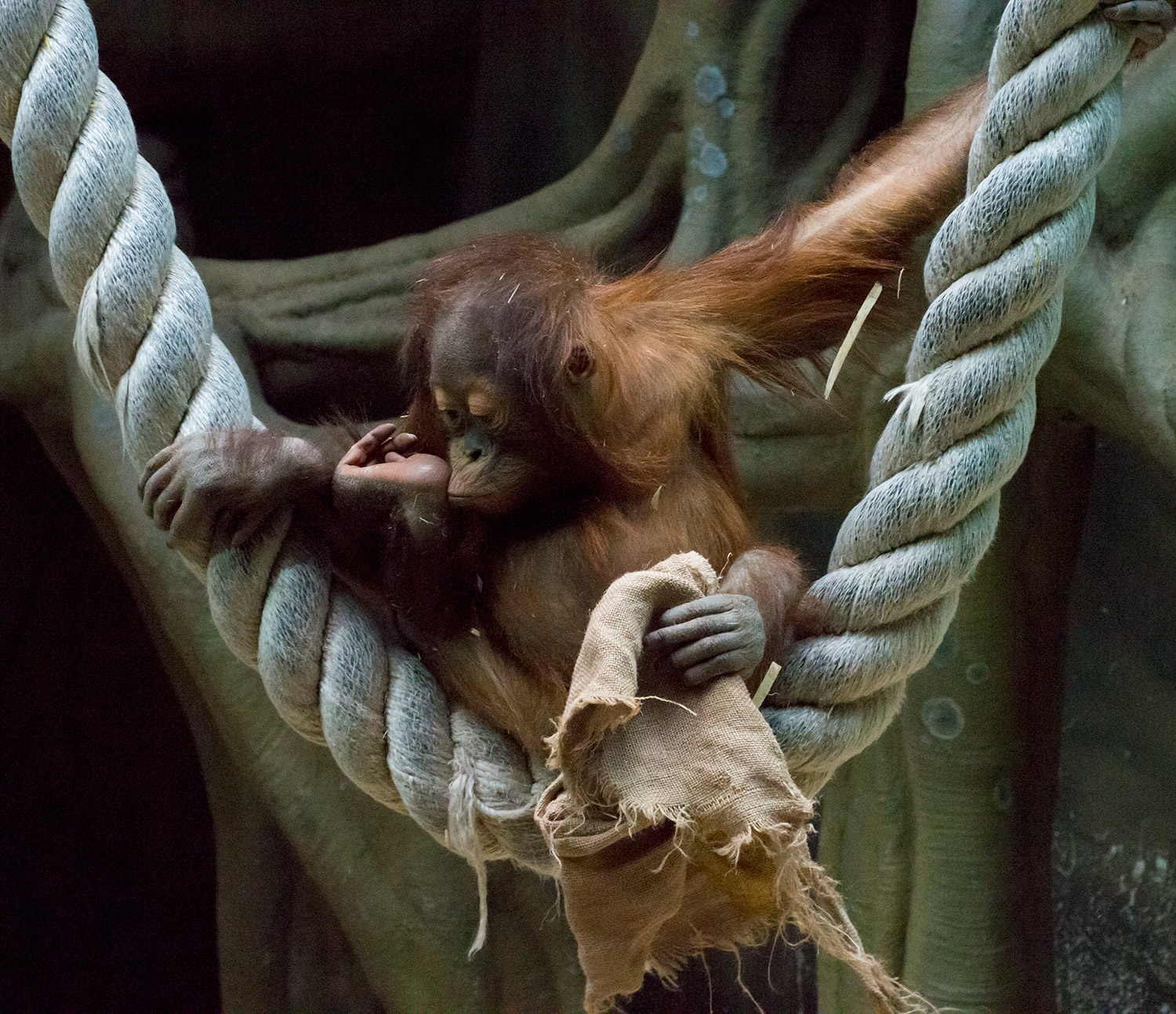
у Московському зоопарку
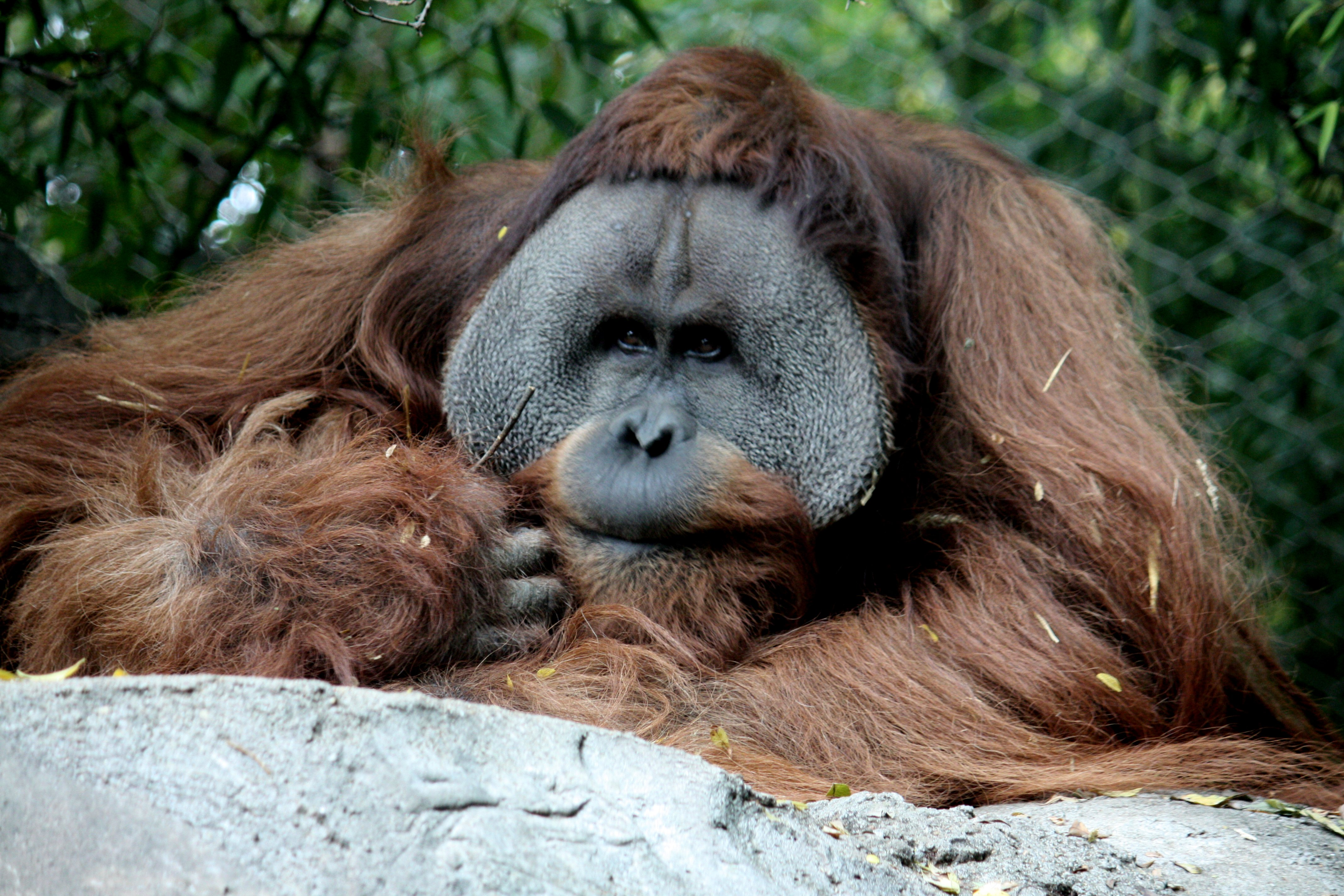
у зоопарку Луїсвілла
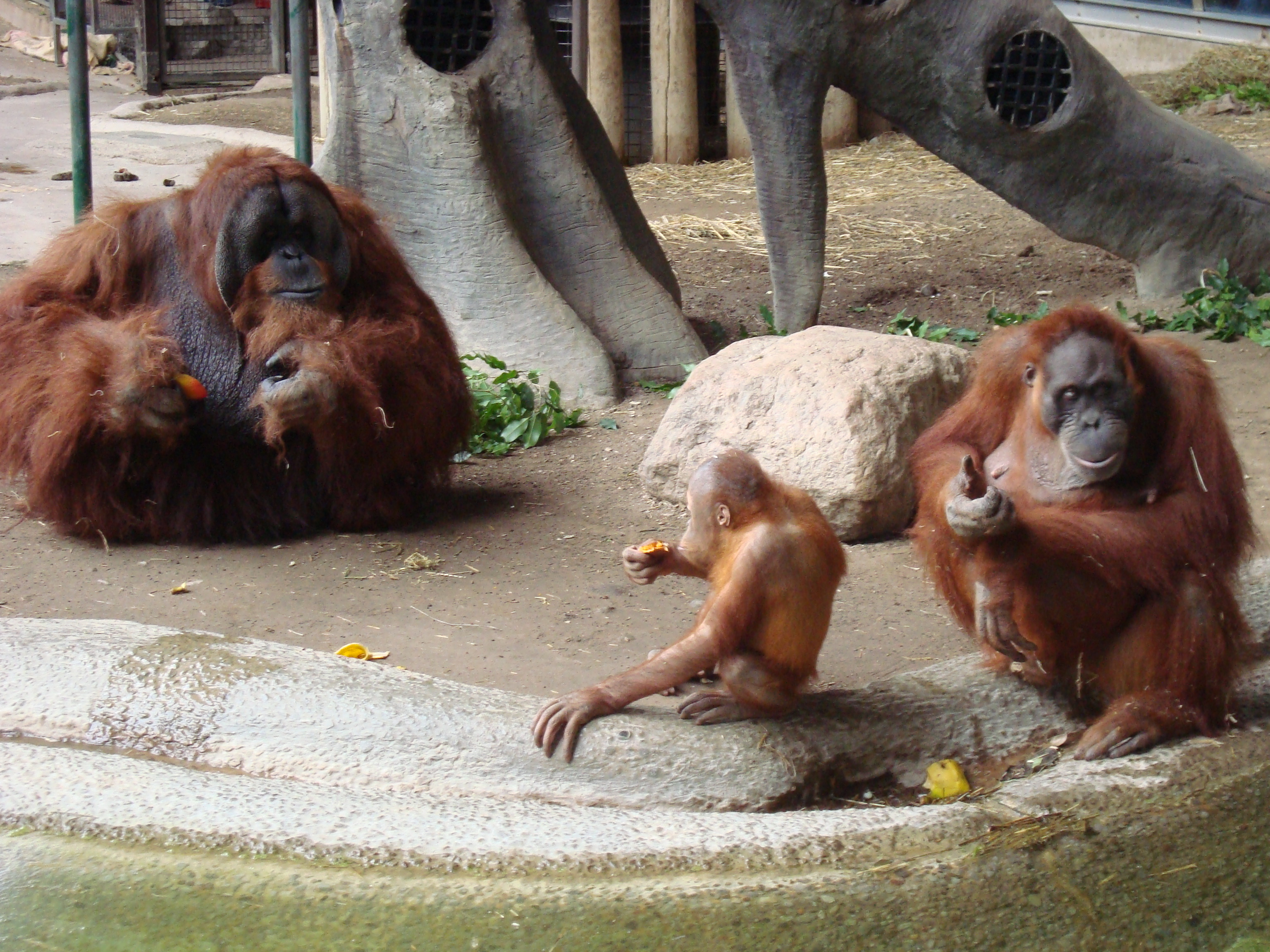
родина орангутанів у зоопарку Торонто
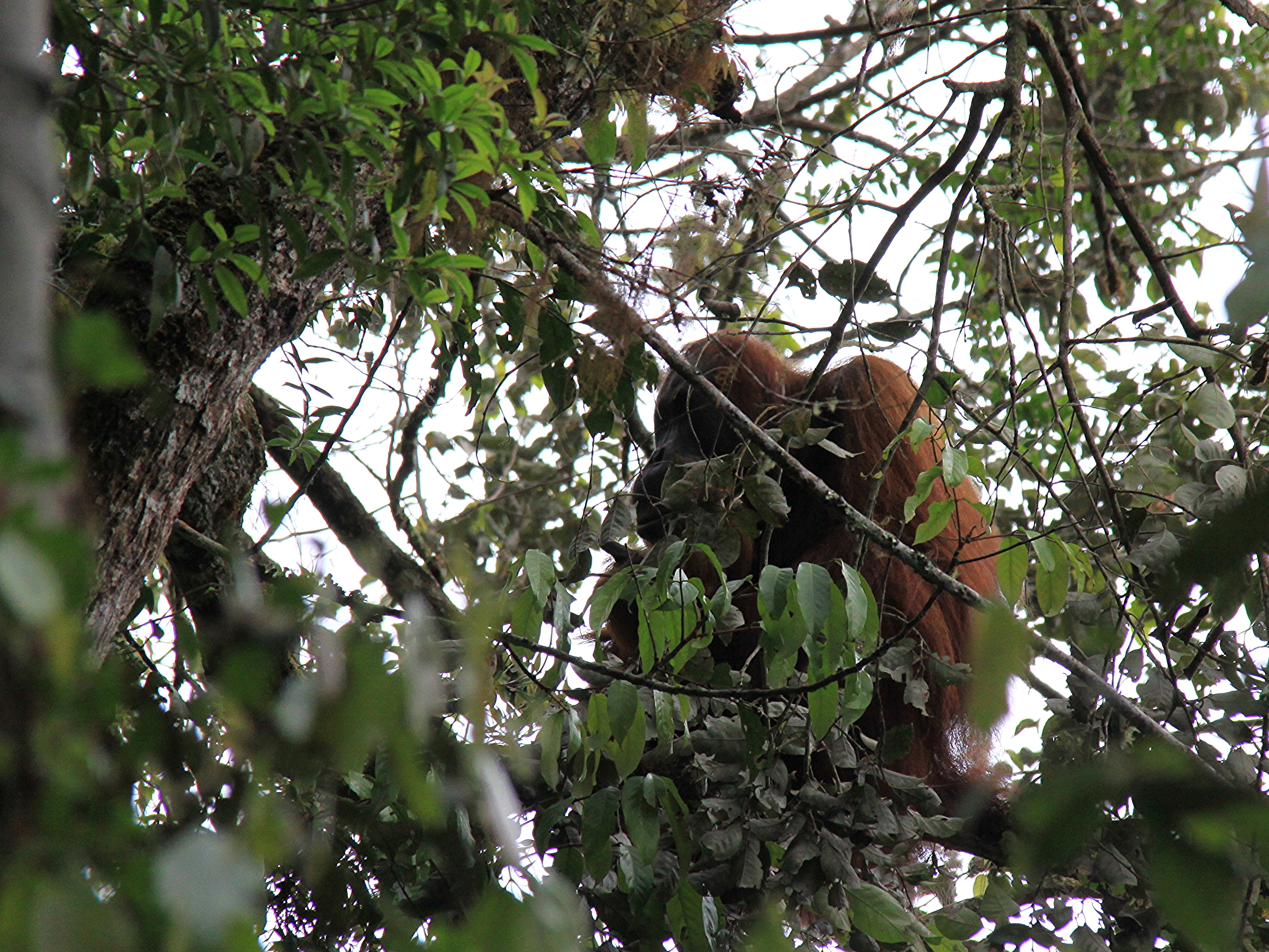
у дикій природі